# Salmijärvi (sjö i Enontekis, Lappland)
Salmijärvi är en sjö i kommunen Enontekis i landskapet Lappland i Finland. Sjön ligger 712,3 meter över havet. Arean är 85 hektar och strandlinjen är 5,35 kilometer lång. Den ligger omkring 340 kilometer nordväst om Rovaniemi och omkring 1000 kilometer norr om Helsingfors. 